# Мортал Комбат (филм из 2021)
Мортал Комбат (енгл. Mortal Kombat) амерички је борилачки фантастично акциони филм из 2021. године у режији Сајмона Мекуоида (у свом режисерском дебију) заснован на истоименој видео игри аутора Еда Буна и Џона Тобајаса. Сценарио потписују Грег Русо и Дејв Калахем из филмске приче Орена Узиела и Русоа, док су продуценти филма Џејмс Вон, Тод Гарнер, Сајмон Мекуоид и Е. Бенет Валш. Музику је компоновао Бењамин Волфиш.  
Главне улоге тумаче Луис Тан, Џесика Мекнами, Џош Лоусон, Таданобу Асано, Мехкад Брукс, Луди Лин, Чин Хан, Џо Таслим и Хиројуки Санада. 
Дистрибуиран од стране Warner Bros. Pictures-а, светска премијера филма је одржана 8. априла 2021. године, док је у Сједињеним Америчким Државама и путем стриминг сервиса HBO Max изашао 23. априла исте године.
Буџет филма је износио 55.000.000 долара, а зарада од филма је 83.600.000 долара.

## Радња
ММА борац Кол Јанг (Луис Тан), који је навикао да улази у туче за новац, није свестан свог наслеђа – тачније, зашто је цар Спољног света Шанг Цунг (Чин Хан) послао свог најбољег ратника Саб Зироа (Џо Таслим) у лов на њега. У страху за безбедност своје породице, Кол креће у потрагу за Соњом Блејд (Џесика Мекнами), која исто има на себи знак змаја још од рођења.
Убрзо се нађу у храму лорда Рејдена (Таданобу Асано), старијег Бога и заштитника Земаљског царства, који пружа уточиште онима који носе знак. Тамо Кол тренира са искусним ратницима Лиу Кангом (Луди Лин), Канг Лаом (Макс Хуанг) и плаћеником Кејном (Џош Лоусон), док се припрема за борбу са највећим првацима. Али, хоће ли Кол бити снажан да откључа своју аркану – неизмерну снагу своје душе – на време да спаси не само своју породицу, већ да једном заувек заустави Спољни свет?

## Улоге
| Глумац          | Улога                   |
| --------------- | ----------------------- |
| Луис Тан        | Кол Јанг                |
| Џесика Мекнами  | Соња Блејд              |
| Џош Лоусон      | Кејно                   |
| Таданобу Асано  | Рејден                  |
| Мехкад Брукс    | Џакс                    |
| Луди Лин        | Лиу Канг                |
| Чин Хан         | Шанг Цунг               |
| Џо Таслим       | Би−Хан / Саб−Зиро       |
| Хиројуки Санада | Ханзо Хасаши / Скорпион |
| Макс Хуанг      | Кунг Лао                |
| Сиси Стринџер   | Малина                  |
| Данијел Нелсон  | Кабал                   |
| Елиса Кадвел    | Нитара                  |
| Матилда Кимбер  | Емили Јанг              |
| Лаура Брент     | Алисон Јанг             |